# Discografia dei Police
La seguente è una discografia comprensiva del gruppo musicale britannico The Police.

## Album

### Album in studio
| Anno                                                                                               | Titolo                                                                | Classifiche | Classifiche | Classifiche | Classifiche | Classifiche | Classifiche | Classifiche | Classifiche | Classifiche | Classifiche | Classifiche | Classifiche | Classifiche | Certificazioni                                                                                 |
| Anno                                                                                               | Titolo                                                                | UK          | AUS         | AUT         | CAN         | FRA         | GER         | ITA         | NLD         | NOR         | NZ          | SWE         | SWI         | US          | Certificazioni                                                                                 |
| -------------------------------------------------------------------------------------------------- | --------------------------------------------------------------------- | ----------- | ----------- | ----------- | ----------- | ----------- | ----------- | ----------- | ----------- | ----------- | ----------- | ----------- | ----------- | ----------- | ---------------------------------------------------------------------------------------------- |
| 1978                                                                                               | Outlandos d'Amour - Pubblicazione: 2 novembre 1978 - Etichetta: A&M   | 6           | 15          | —           | 22          | 2           | —           | —           | 2           | —           | 6           | —           | —           | 23          | - CAN: Platino - FRA: Platino - GER: Oro - NLD: Platino - UK: Platino - US: Platino            |
| 1979                                                                                               | Reggatta de Blanc - Pubblicazione: 5 ottobre 1979 - Etichetta: A&M    | 1           | 1           | —           | 3           | 1           | 16          | 7           | 1           | 32          | 4           | 21          | —           | 25          | - CAN: Platino - FRA: Platino - GER: Oro - ITA: Oro - NLD: Platino - UK: Platino - US: Platino |
| 1980                                                                                               | Zenyatta Mondatta - Pubblicazione: 3 ottobre 1980 - Etichetta: A&M    | 1           | 1           | 14          | 2           | 1           | 5           | 2           | 2           | 16          | 3           | 8           | 9           | 5           | - CAN: Platino - FRA: Platino - GER: Oro - UK: Platino - US: 2× Platino                        |
| 1981                                                                                               | Ghost in the Machine - Pubblicazione: 2 ottobre 1981 - Etichetta: A&M | 1           | 1           | 11          | 1           | 1           | 4           | 1           | 1           | 5           | 5           | 6           | 6           | 2           | - CAN: Platino - FRA: Oro - GER: Oro - UK: Platino - US: 3× Platino                            |
| 1983                                                                                               | Synchronicity - Pubblicazione: 17 giugno 1983 - Etichetta: A&M        | 1           | 1           | 11          | 1           | 6           | 4           | 1           | 2           | 3           | 1           | 4           | 9           | 1           | - CAN: Platino - FRA: Platino - GER: Oro - NLD: Oro - UK: Platino - US: 8× Platino             |
| "—" indica una pubblicazione che non si è classificata o che non è stata pubblicata in quel Paese. |                                                                       |             |             |             |             |             |             |             |             |             |             |             |             |             |                                                                                                |

### Raccolte
| Anno                                                                                               | Titolo                                                                                | Classifiche | Classifiche | Classifiche | Classifiche | Classifiche | Classifiche | Classifiche | Classifiche | Classifiche | Classifiche | Classifiche | Classifiche | Classifiche | Certificazioni                                                                       |
| Anno                                                                                               | Titolo                                                                                | UK          | AUS         | AUT         | CAN         | FRA         | GER         | ITA         | NLD         | NOR         | NZ          | SWE         | SWI         | US          | Certificazioni                                                                       |
| -------------------------------------------------------------------------------------------------- | ------------------------------------------------------------------------------------- | ----------- | ----------- | ----------- | ----------- | ----------- | ----------- | ----------- | ----------- | ----------- | ----------- | ----------- | ----------- | ----------- | ------------------------------------------------------------------------------------ |
| 1986                                                                                               | Every Breath You Take: the Singles - Pubblicazione: 25 ottobre 1986 - Etichetta: A&M  | 1           | 4           | 20          | 11          | 1           | 18          | —           | 11          | —           | 1           | —           | 21          | 9           | - CAN: Platino - FRA: 2× Platino - SWI: Oro - UK: 4× Platino - US: 5× Platino        |
| 1990                                                                                               | Their Greatest Hits - Pubblicazione: ottobre 1990 - Etichetta: A&M                    | —           | —           | —           | —           | —           | 5           | 4           | 7           | —           | 28          | —           | —           | —           | - GER: Oro - NLD: Oro - SWI: Oro                                                     |
| 1992                                                                                               | Greatest Hits - Pubblicazione: 28 settembre 1992 - Etichetta: A&M                     | 10          | 16          | —           | 24          | 1           | 18          | —           | —           | 4           | 1           | —           | —           | —           | - CAN: Platino - FRA: Platino - SWI: Oro - UK: 2× Platino                            |
| 1995                                                                                               | Every Breath You Take: the Classics - Pubblicazione: marzo 1995 - Etichetta: A&M      | —           | —           | —           | —           | 20          | 65          | —           | —           | —           | —           | —           | —           | —           |                                                                                      |
| 1997                                                                                               | The Very Best of Sting & The Police - Pubblicazione: 7 novembre 1997 - Etichetta: A&M | 1           | 22          | 4           | 66          | 1           | 18          | 4           | 17          | —           | 5           | 26          | 17          | 46          | - AUT: Oro - FRA: 2× Oro - GER: Oro - ITA: Oro - SWI: Oro - UK: 4× Platino - US: Oro |
| 2007                                                                                               | The Police - Pubblicazione: 5 giugno 2007 - Etichetta: A&M                            | 3           | 17          | 65          | —           | 2           | 78          | 26          | 5           | 8           | 4           | 29          | 20          | 11          | - CAN: Oro - UK: Platino                                                             |
| 2009                                                                                               | The 50 Greatest Songs - Pubblicazione: 27 aprile 2009 - Etichetta: A&M - 3-CD set     | —           | —           | —           | —           | 38          | —           | —           | —           | —           | —           | —           | —           | —           |                                                                                      |
| "—" indica una pubblicazione che non si è classificata o che non è stata pubblicata in quel Paese. |                                                                                       |             |             |             |             |             |             |             |             |             |             |             |             |             |                                                                                      |

### Album dal vivo
| Anno                                                                                               | Titolo                                                                                               | Classifiche | Classifiche | Classifiche | Classifiche | Classifiche | Classifiche | Classifiche | Classifiche | Certificazioni           |
| Anno                                                                                               | Titolo                                                                                               | UK          | BEL         | CAN         | FRA         | GER         | NLD         | NZ          | US          | Certificazioni           |
| -------------------------------------------------------------------------------------------------- | --- | ----------- | ----------- | ----------- | ----------- | ----------- | ----------- | ----------- | ----------- | ------------------------ |
| 1995                                                                                               | Live! - Pubblicazione: 29 maggio 1995 - Etichetta: A&M                                               | 25          | 41          | 57          | 4           | 43          | 17          | 36          | 86          | - US: Platino            |
| 2008                                                                                               | Certifiable: The Police Reunion Live in Argentina - Pubblicazione: 11 novembre 2008 - Etichetta: A&M | —           | —           | —           | —           | 25          | 43          | —           | —           | - GER: Oro - US: Platino |
| "—" indica una pubblicazione che non si è classificata o che non è stata pubblicata in quel Paese. | |             |             |             |             |             |             |             |             |                          |

### Box set
| 1980                                                                                               | Six Pack - Pubblicazione: 30 maggio 1980 - Etichetta: A&M                                             | 17 | —  |                          |
| 1993                                                                                               | Message in a Box: The Complete Recordings - Pubblicazione: 28 settembre 1993 - Etichetta: A&M         | —  | 79 | - CAN: Oro - US: Platino |
| 2018                                                                                               | Every Move You Make: the Studio Recordings - Pubblicazione: 16 novembre 2018 - Etichetta: Polydor/A&M | —  | —  |                          |
| "—" indica una pubblicazione che non si è classificata o che non è stata pubblicata in quel Paese. | |    |    |                          |

## Extended play
| Anno | Titolo                                                                        | Classifiche |
| Anno | Titolo                                                                        | UK          |
| ---- | ----------------------------------------------------------------------------- | ----------- |
| 1995 | Voices Inside My Head (Remixes) - Pubblicazione: maggio 1995 - Etichetta: A&M | 100         |

## Singoli
| Anno                                                                                               | Singolo                              | Classifiche | Classifiche | Classifiche | Classifiche | Classifiche | Classifiche | Classifiche | Classifiche | Classifiche | Classifiche | Classifiche | Classifiche | Classifiche | Classifiche | Classifiche | Certificazioni                               | Album di provenienza                |
| Anno                                                                                               | Singolo                              | UK          | AUS         | AUT         | BEL         | CAN         | FRA         | GER         | IRL         | ITA         | NLD         | NOR         | NZ          | SWE         | SWI         | US          | Certificazioni                               | Album di provenienza                |
| -------------------------------------------------------------------------------------------------- | ------------------------------------ | ----------- | ----------- | ----------- | ----------- | ----------- | ----------- | ----------- | ----------- | ----------- | ----------- | ----------- | ----------- | ----------- | ----------- | ----------- | -------------------------------------------- | ----------------------------------- |
| 1977                                                                                               | Fall Out                             | —           | —           | —           | —           | —           | —           | —           | —           | —           | —           | —           | —           | —           | —           | —           |                                              | /                                   |
| 1978                                                                                               | Roxanne                              | —           | —           | —           | —           | —           | —           | —           | —           | —           | —           | —           | —           | —           | —           | —           |                                              | Outlandos d'Amour                   |
| 1978                                                                                               | Can't Stand Losing You               | 42          | —           | —           | —           | —           | —           | —           | —           | —           | —           | —           | —           | —           | —           | —           |                                              | Outlandos d'Amour                   |
| 1978                                                                                               | So Lonely                            | —           | —           | —           | —           | —           | —           | —           | —           | —           | —           | —           | —           | —           | —           | —           |                                              | Outlandos d'Amour                   |
| 1979                                                                                               | Roxanne (riedizione)                 | 12          | 34          | —           | —           | 31          | 7           | —           | 22          | —           | 19          | —           | 8           | —           | —           | 32          | - ITA: Platino - UK: Platino                 | Outlandos d'Amour                   |
| 1979                                                                                               | Can't Stand Losing You (riedizione)  | 2           | —           | —           | 15          | —           | —           | —           | 7           | —           | 10          | —           | 48          | —           | —           | —           | - UK: Argento                                | Outlandos d'Amour                   |
| 1979                                                                                               | Message in a Bottle                  | 1           | 5           | 24          | 5           | 2           | 3           | 35          | 1           | 21          | 4           | —           | 11          | 20          | —           | 74          | - ITA: Platino - UK: Platino                 | Reggatta de Blanc                   |
| 1979                                                                                               | Fall Out (riedizione)                | 47          | —           | —           | —           | —           | —           | —           | —           | —           | —           | —           | —           | —           | —           | —           |                                              | /                                   |
| 1979                                                                                               | Walking on the Moon                  | 1           | 9           | —           | 16          | 65          | 6           | —           | 1           | —           | 8           | —           | 12          | —           | —           | —           | - UK: Oro                                    | Reggatta de Blanc                   |
| 1979                                                                                               | Bring on the Night                   | —           | —           | —           | —           | —           | —           | —           | —           | —           | —           | —           | —           | —           | —           | —           |                                              | Reggatta de Blanc                   |
| 1980                                                                                               | So Lonely (riedizione)               | 6           | —           | —           | —           | —           | —           | —           | 7           | —           | 26          | —           | —           | —           | —           | —           | - UK: Argento                                | Outlandos d'Amour                   |
| 1980                                                                                               | The Bed's Too Big Without You        | —           | —           | —           | —           | —           | —           | —           | —           | —           | —           | —           | —           | —           | —           | —           |                                              | Reggatta de Blanc                   |
| 1980                                                                                               | Don't Stand So Close to Me           | 1           | 3           | —           | 8           | 2           | 9           | 23          | 1           | 3           | 3           | 9           | 2           | 14          | —           | 10          | - UK: Oro                                    | Zenyatta Mondatta                   |
| 1980                                                                                               | De Do Do Do, De Da Da Da             | 5           | 6           | 8           | 13          | 5           | 22          | 15          | 2           | 25          | 10          | —           | 8           | —           | 4           | 10          | - CAN: Oro - UK: Oro                         | Zenyatta Mondatta                   |
| 1981                                                                                               | Invisible Sun                        | 2           | —           | —           | —           | —           | —           | —           | 5           | —           | 27          | —           | —           | —           | —           | —           | - UK: Argento                                | Ghost in the Machine                |
| 1981                                                                                               | Every Little Thing She Does Is Magic | 1           | 2           | —           | 3           | 1           | 5           | 21          | 1           | 3           | 1           | 5           | 7           | —           | —           | 3           | - ITA: Oro - UK: Platino                     | Ghost in the Machine                |
| 1981                                                                                               | Spirits in the Material World        | 12          | 50          | —           | 8           | 13          | 11          | 44          | 6           | —           | 8           | —           | —           | —           | —           | 11          | - UK: Argento                                | Ghost in the Machine                |
| 1982                                                                                               | Secret Journey                       | —           | —           | —           | —           | —           | —           | —           | —           | —           | —           | —           | —           | —           | —           | 46          |                                              | Ghost in the Machine                |
| 1983                                                                                               | Every Breath You Take                | 1           | 2           | 8           | 9           | 1           | 3           | 8           | 1           | 3           | 3           | 2           | 6           | 2           | 6           | 1           | - ITA: 4× Platino - UK: 2× Platino - US: Oro | Synchronicity                       |
| 1983                                                                                               | Wrapped Around Your Finger           | 7           | 26          | —           | 15          | 10          | 52          | 32          | 1           | 25          | 24          | 9           | 22          | —           | —           | 8           |                                              | Synchronicity                       |
| 1983                                                                                               | Synchronicity II                     | 17          | —           | —           | —           | 21          | —           | —           | 12          | —           | —           | —           | —           | —           | —           | 16          |                                              | Synchronicity                       |
| 1984                                                                                               | King of Pain                         | 17          | 44          | —           | 19          | 1           | —           | 57          | 7           | —           | —           | —           | —           | —           | —           | 3           |                                              | Synchronicity                       |
| 1986                                                                                               | Don't Stand So Close to Me '86       | 24          | 32          | —           | 21          | 27          | —           | —           | 11          | —           | 19          | —           | 14          | —           | —           | 46          |                                              | Every Breath You Take: the Singles  |
| 1995                                                                                               | Can't Stand Losing You (live)        | 27          | —           | —           | —           | —           | —           | —           | —           | —           | —           | —           | —           | —           | —           | —           |                                              | Live!                               |
| 1997                                                                                               | Roxanne '97 (Puff Daddy remix)       | 17          | —           | —           | —           | —           | —           | —           | —           | 9           | 69          | —           | —           | —           | —           | 59          |                                              | The Very Best of Sting & The Police |
| "—" indica una pubblicazione che non si è classificata o che non è stata pubblicata in quel Paese. |                                      |             |             |             |             |             |             |             |             |             |             |             |             |             |             |             |                                              |                                     |

## Videografia

### Album video
- 1982 – Police Around the World (VHS, Laserdisc)
- 1984 – Synchronicity Concert (VHS, Laserdisc, DVD)
- 1986 – Every Breath You Take: The Videos (VHS, Laserdisc, DVD)
- 1992 – The Police Greatest Hits (VHS, Laserdisc)
- 1995 – Outlandos to Synchronicities: A History of The Police Live (VHS, Laserdisc)
- 1997 – Live Ghost in the Machine (Laserdisc, DVD)
- 2002 – Live at the Hatfield Polytechnic (DVD)
- 2006 – Everyone Stares: The Police Inside Out (DVD)
- 2008 – Certifiable: The Police Reunion Live in Argentina (DVD, Blu-ray, CD)
- 2013 – Can't Stand Losing You: Surviving The Police (DVD, Blu-ray)

### Video musicali
- 1978 – Roxanne
- 1978 – Can't Stand Losing You
- 1979 – Message in a Bottle
- 1979 – Walking on the Moon
- 1980 – So Lonely
- 1980 – Don't Stand So Close to Me
- 1980 – De Do Do Do, De Da Da Da
- 1981 – Spirits in the Material World
- 1981 – One World (Not Three)
- 1981 – Demolition Man
- 1981 – Every Little Thing She Does Is Magic
- 1981 – Invisible Sun
- 1983 – Every Breath You Take
- 1983 – Wrapped Around Your Finger
- 1983 – Synchronicity II
- 1984 – Tea in the Sahara
- 1986 – Don't Stand So Close to Me '86
- 1986 – King of Pain (live)